# Агафоновська (Вожегодський район)
Агафоновська — село у Вожегодському районі Вологодської області. 
Входить до складу Мішутінського сільського поселення, з точки зору адміністративно-територіального поділу — у Мішутінській сільраді. 
Відстань по автодорозі до районного центру Вожеги — 63 км, до центру муніципального утворення  Мішутінська — 3 км. Найближчі населені пункти — Поповка, Ожигінська, Мішутінська. 
За переписом 2002 року населення — 2 особи. 